# Kurzgaumen-Flughunde
Die Kurzgaumen-Flughunde (Casinycteris) sind eine Gattung in der Familie der Flughunde mit drei Arten, die in Afrika verbreitet sind.

## Taxonomie
Die Gattung wurde 1910 von Oldfield Thomas für den Goldenen Kurzgaumen-Flughund (Casinycteris argynnis) etabliert. Als 2014 der Campo-Ma'an-Kurzschnauzenflughund (Casinycteris campomaanensis) erstbeschrieben wurde, wurde festgestellt, dass auch der Schlangenzahn-Harlekinflughund (Casinycteris ophiodon) näher mit diesen beiden Arten, als mit den Harlekinflughunden (Scotonycteris) verwandt ist. Er wechselte deshalb die Gattung.

## Merkmale
Das wichtigste Kennzeichen für die Gattung, laut ursprünglicher Beschreibung, war der sehr kurze Gaumen bei Casinycteris argynnis. Auch wenn die anderen beiden Arten etwas längere Gaumen besitzen, so bestätigen genetische Studien deren Zugehörigkeit. Der Goldene Kurzgaumen-Flughund ist mit 50 bis 62 mm langen Unterarmen am kleinsten und die anderen Gattungsmitglieder besitzen 72 bis 88 mm lange Unterarme. Im Gesicht und hinter den Ohren können, wie bei den Harlekinflughunden, weißliche Flecken vorkommen. Typisch sind lange Eckzähne und drei obere sowie fünf untere Backenzähne. Weitere abweichende Details des Schädels unterscheiden die Gattung von den Harlekinflughunden. Je nach Art ist das oberseitige Fell rotbraun oder dunkelbraun und die Unterseite etwas heller.

## Arten und Verbreitung
Es zählen drei Arten zur Gattung.
- Goldener Kurzgaumen-Flughund (Casinycteris argynnis), Typart, lebt im Kongobecken von Kamerun bis in die zentrale Demokratische Republik Kongo
- Campo-Ma'an-Kurzschnauzenflughund (Casinycteris campomaanensis), ist aus Nigeria, Kamerun und der Republik Kongo bekannt
- Schlangenzahn-Harlekinflughund (Casinycteris ophiodon), lebt in Westafrika von Guinea bis Ghana, die Populationen zwischen Nigeria und Republik Kongo zählen nun zur vorher genannten Art, für Funde aus Äquatorialguinea und Gabun ist die Zugehörigkeit unklar

Die IUCN listet nur den Goldenen Kurzgaumen-Flughund als nicht gefährdet und den Campo-Ma'an-Kurzschnauzenflughund mit unzureichende Datenlage.